# 柏楊·史萊特

海洋垃圾擱截機垃圾輪先生的電腦介紹過程

柏楊·史萊特（荷蘭語：Boyan Slat，1994年7月27日—），也譯為博恩·斯拉特，是一位荷蘭的發明家和企業家，曾是台夫特理工大學的航空航天工程專業學的學生，現為非政府組織海洋潔淨基金會的首席执行官。2018年，他們首次執行海洋清理的任務，地點於加州太平洋，但因機器設備不足收起當地的垃圾而導致他們結果清理失敗。2019年，他們修復了機器並執行了第二次的清理計劃，過程大獲成功而引來多家媒體報導。

## 海洋清理計畫的經歷

### 初步興趣
1994年7月27日，史萊特出生於荷蘭代爾夫特，13歲時，史萊特當時對火箭有著非常強硬的興趣，因此他花了長時間製作做了一個水火箭，拿了金氏世界紀錄，當時被譽為「神童」。大學時，史萊特依舊對航空類型的東西感到興趣而就讀於台夫特理工大學的航空航天工程專業學業學習航空事業。2010年，16歲的史萊特在希臘潛水時，發覺自己被一堆塑膠垃圾圍住了，隨處都是，且數量比魚還要多，讓他感到非常驚訝，這也讓他想到他之前得知有不少信天翁因吞食過多的塑膠垃圾而造成信天翁瀕臨絕種的危機讓他感到非常震驚。於是他就花了兩年的時間，並且研究海洋的垃圾數量，希望能夠發明把海洋清理乾淨的東西，也就是所謂的海洋吸塵器。

### 創立及投資
2012年，史萊特在代爾夫特的一次演講中提出了一個想法，當時史萊特在台夫特理工大學的航空航天工程專業學業學習航空事業，但史萊特為了他的夢想，並且中斷學業，2013年，史萊特創立了非政府組織海洋清潔基金會，不久，史萊特在非營利組織TED大會演講，在多個新聞網站上被分享後迅速走紅。2014年6月，公司發布了一份關於該項目潛力的528頁可行性研究，在這全世界有160個國家支持史萊特，共有38,000名捐助者支持，透過眾籌活動賺了220萬美元發明創造那些海洋垃圾擱截機。在組織成立後，美國矽谷和歐洲的企業家在那裏籌集了數千萬美元的捐款，網際網路企業賽富時首席執行長官馬爾克·貝尼奧夫也投資了該組織的費用。

### 任務過程

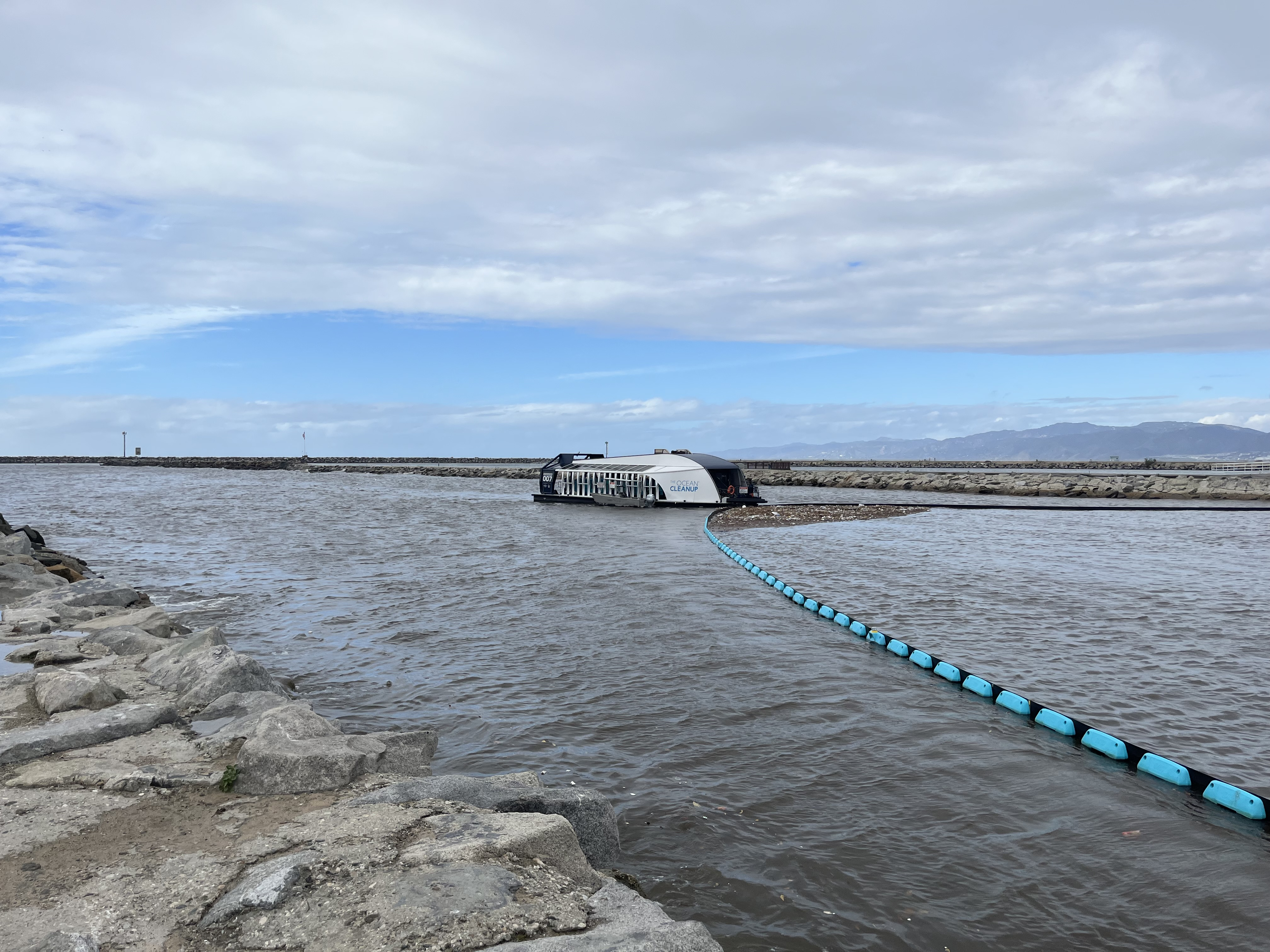
加州洛杉磯的太陽能海洋吸塵器，系統編號為007

第一個系統和第二個系統分別為001和001/B。2018年，史萊特與其他海洋清潔基金會員工利用第一個系統001首次在加州太平洋執行海洋清理，由於塑膠垃圾的面積高達160萬平方公里，但001的系統沒有有效保留塑膠垃圾而遭受結構應力損壞，導致18米長的部分在一處斷裂，導致他們失敗收場，但他們並沒有放棄希望，回到公司修理並強化001。2019年10月30日，他們利用第二個系統001/B及修復後的第一個系統001在加州太平洋執行第二次任務時大獲成功，引來多家媒體競相報導。2020年，他們在太平洋北部全面展開，每週收集3噸垃圾。2021年7月，機器系統002收集了9,000公斤（20,000磅）垃圾。海洋清潔基金會預定在2025年底之前解決1000個在全球污染最嚴重的河流、2040年之前清除90%的漂浮海洋塑膠垃圾。並且每年利用太陽能海洋吸塵器和四台垃圾輪先生努力完成他們海洋清潔任務，還要將太陽能海洋吸塵器和垃圾輪先生部署在部分的每個國家和地區。截至2022年中，垃圾輪先生已部署在印度尼西亞、馬來西亞、多米尼加共和國和越南，並準備部署在泰國和加利福尼亞州洛杉磯。

## 獲獎紀錄
- 2011年，獲得提爾獎學金，海洋清潔基金會（英语：The Ocean Cleanup）創辦人暨執行長。
- 2014年11月，獲得聯合國環境規劃署地球衛士獎（英语：Champions of the Earth）。
- 2015年，獲得挪威國際海事獎青年企業家獎。
- 2016年，獲得富比士30位30歲以下精英榜。
- 2017年2月，荷蘭雜誌愛思唯爾舉辦2017年的頒獎典禮（英语：Awards ceremony），並頒發給史萊特2017年年度荷蘭偉人獎。
- 2018年，獲得歐洲年度最佳企業家李奧納多·達文溪國際獎（英语：Leonardo da Vinci International Award）。

## 外部連結
- 柏楊·史萊特 - 官方網站 （页面存档备份，存于）（英文）